# Verhni Sirohozî, Nîjni Sirohozî
Verhni Sirohozî (în ucraineană Верхні Сірогози) este o comună în raionul Nîjni Sirohozî, regiunea Herson, Ucraina, formată numai din satul de reședință.

## Demografie
Componența lingvistică a comunei Verhni Sirohozî
     Rusă (75,72%)
     Ucraineană (22,81%)
     Alte limbi (0,53%)
Conform recensământului din 2001, majoritatea populației comunei Verhni Sirohozî era vorbitoare de rusă (75,72%), existând în minoritate și vorbitori de ucraineană (22,81%).